# Jim Crace
Compléments
Royal Society of Literature
James "Jim" Crace, né le 1er mars 1946 à St Albans dans le Hertfordshire, est un journaliste et écrivain britannique.

## Biographie
Il passe son enfance et sa jeunesse dans la partie nord du Grand Londres. Il fait des études supérieures en commerce à l'université UCE Birmingham, puis s'inscrit à l'université de Londres, où il complète un baccalauréat en littérature anglaise en 1968. Après l'obtention de ce diplôme, il s'engage comme volontaire dans le Voluntary Services Overseas (VSO) et part en mission à Khartoum, au Soudan. Il se déplace à plusieurs reprises sur le continent africain et, pendant une courte période, enseigne dans une école de village au Botswana. Au début des années 1970, il rentre en Angleterre et travaille comme rédacteur de scripts pour des émissions éducatives de la BBC. Dès 1974, il fait paraître ses premières nouvelles dans des magazines, tel Cosmopolitan, et signe également quelques pièces radiophoniques.
De 1976 à 1987, il devient journaliste pigiste et publie des articles dans divers journaux britanniques, dont le Sunday Times.
Dès 1986, il abandonne progressivement sa carrière de journaliste, à cause de l'intrusion intempestive du pouvoir politique dans la presse, et choisit de devenir écrivain à temps plein. Cette même année, il fait paraître un recueil de sept nouvelles intitulé Continent. En 1997, son roman Quarantaine est sélectionné pour la compétition du Booker Prize, mais c'est Arundhati Roy qui l'emporte avec Le Dieu des Petits Riens. Sa notoriété s'accroît avec la parution en 1988 du roman Le Don de la pierre (The Gift of Stones) récompense par GAP International Prize for Literature.
Crace annonce en 2013 que Harvest serait son dernier roman. Il sera récompensé par le prix IMPAC en 2015, et dans son discours de remerciement l'auteur révèle qu'il a changé d'avis et qu'un autre livre est en préparation. Ce dernier parait en effet en 2018 sous le titre The Melody.

## Prix et distinctions
- 1986 : Guardian First Book Award pour Continent[6]
- 2000 : National Book Critics Circle Award pour L’Étreinte du poisson (Being Dead)
- 2013 : Prix James Tait Black pour Moisson (Harvest) catégorie fiction[7]
- 2014 : Prix de littérature Windham-Campbell dans la catégorie fiction[8]
- 2015 : prix IMPAC pour Moisson (Harvest)[9]

## Œuvres

### Romans
- A Gift of Stones (1986) Publié en français sous le titre Le Don de la pierre, traduit par Guillemette Belleteste, Arles, Actes Sud, coll. « Lettres anglo-américaines », 1991, 249 p.  (ISBN 2-86869-684-8)
- Arcadia (1992) Publié en français sous le titre Arcadia, traduit par Guillemette Belleteste, Paris, Albin Michel, coll. « Les grandes traductions », 1993, 360 p.  (ISBN 2-226-06503-2)
- Signals of Distress (1994) Publié en français sous le titre Les Aventures de M. Smith, traduit par Maryse Leynaud, Paris, Éditions Payot et Rivages, coll. « Littérature étrangère », 2007, 269 p.  (ISBN 978-2-7436-1657-1)
- Quarantine (1997) Publié en français sous le titre Quarantaine, traduit par Maryse Leynaud, Paris, Éditions Denoël, coll. « Empreinte », 1998, 330 p.  (ISBN 2-207-24612-4)
- Being Dead (1999) Publié en français sous le titre L’Étreinte du poisson, traduit par Maryse Leynaud, Paris, Éditions Payot et Rivages, coll. « Littérature étrangère », 2002, 231 p.  (ISBN 2-7436-0948-6)
- Six (2003), publié aux États-Unis sous le titre Genesis Publié en français sous le titre Six, traduit par Maryse Leynaud, Paris, Éditions Rivages, 2005, 215 p.  (ISBN 2-7436-1356-4)
- The Pesthouse (2007) Publié en français sous le titre De Visu, traduit par Maryse Leynaud, Paris, Éditions Rivages, 2009, 308 p.  (ISBN 978-2-7436-1947-3)
- All the Follows (2010)
- Harvest (2013) Publié en français sous le titre Moisson, traduit par Laetitia Devaux, Paris, Éditions Payot et Rivages, coll. « Littérature étrangère », 2014, 272 p.  (ISBN 978-2-7436-2899-4)
- The Melody (2018)  Publié en français sous le titre La Mélodie, traduit par Laetitia Devaux, Paris, Éditions Payot et Rivages, 266 p.  (ISBN 2743644710)

### Recueils de nouvelles
- Continent (1986) Publié en français sous le titre Continent, traduit par Guillemette Belleteste, Arles, Actes Sud, 1989, 185 p.  (ISBN 2-86869-423-3)
- The Slow Digestion of the Night (1995)
- The Devil’s Larder (2001) Publié en français sous le titre Le Garde-manger du diable, traduit par Maryse Leynaud, Paris, Éditions Rivages, coll. « Littérature étrangère », 2005, 195 p.  (ISBN 2-7436-1357-2)
- On Heat (2008)